# 互动式计算
在计算机科学中，互动式计算（interactive computing）是指在运行过程中接受用户输入的软件。
交互式软件包括常用的程序，如文字处理器或电子表格应用程序。相比之下，非互动式程序的运行不需要用户干预。其中的例子包括编译器和预编程独立运行的批处理应用程序。
互动式计算侧重于计算机与操作员之间的实时互动（即"对话"），以及实现这些互动的技术。
如果计算机系统的响应足够复杂，就可以说该系统正在进行社会互动。有些系统试图通过实现社交接口来实现这一点。
此外，计算机互动领域对互动计算的本质及其对用户的影响进行了广泛的研究。

## 历史
伊凡·苏泽兰于1963年开发了互动式显示图形程序 Sketchpad，因此被誉为互动式计算之父。后来，他在约瑟夫·利克莱德（J. C. R. Licklider）的领导下在国防高级研究计划局信息处理技术办公室进行工作。
在那里，他促成了国防高级研究计划局对道格拉斯·恩格尔巴特（Douglas Engelbart）在SRI开发NLS系统的研究资助。恩格尔巴特在 1962年的一份报告中发表了富有远见的宣言，其中将互动式计算设想为用户与计算机、用户与用户之间，以及用户的知识在一个巨大的虚拟信息空间中进行交互的工具。
在1965年的一份报告中，恩格尔巴特发表了他在交互式显示工作站上使用指向设备(包括电脑鼠标)进行排版和编辑的早期实验。恩格尔巴特在SRI的互动式计算工作站直接转移到帕罗奥多研究中心，再从那里转移到苹果公司，并成为了主流。因此，互动式计算的发展历程一般可以追溯到恩格尔巴特在SRI的实验室。
2008年12月，在恩格尔巴特1968 年演示40周年之际，SRI主办了一场纪念他的公开活动。

## 研究现状

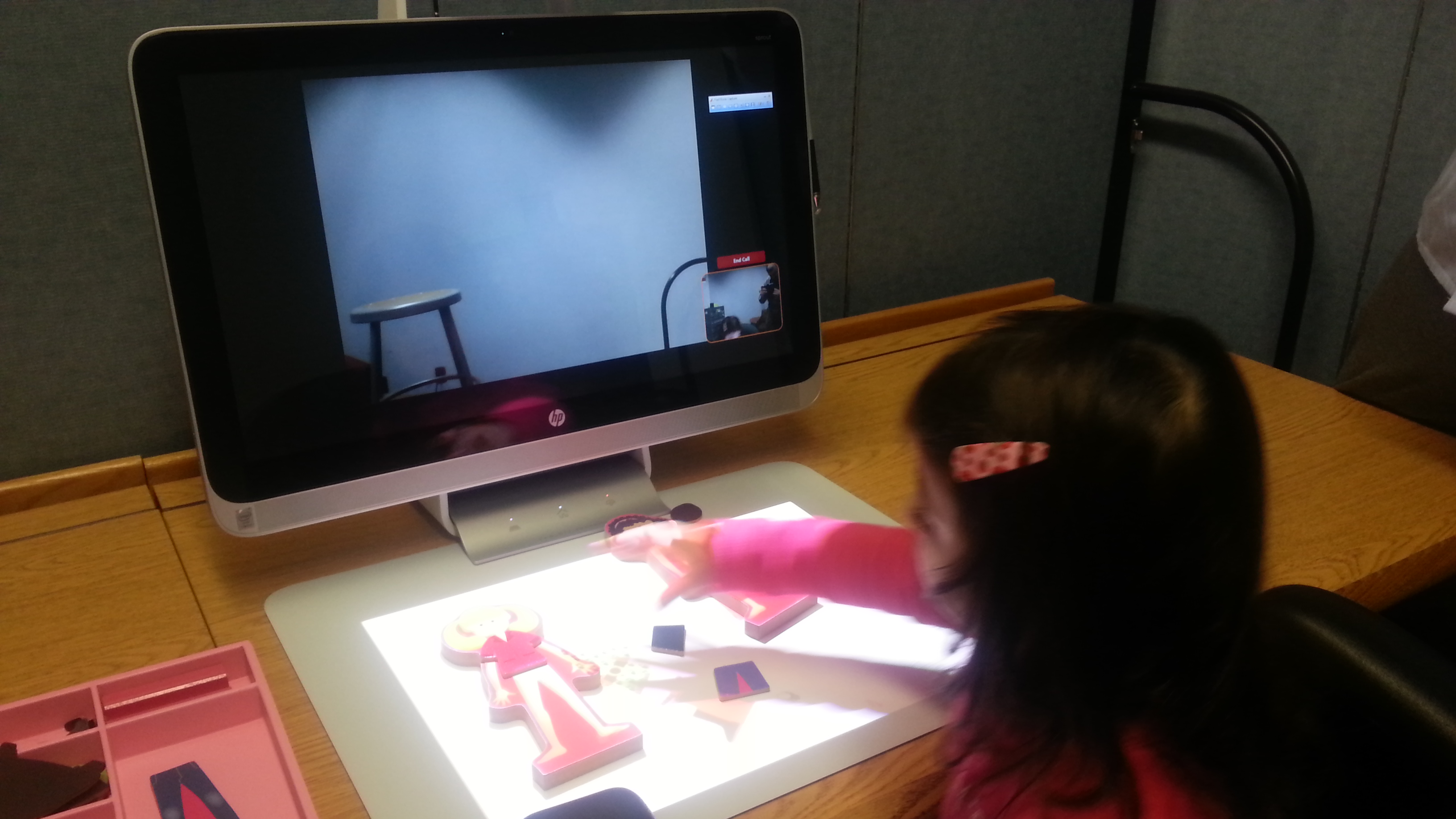
惠普 Sprout 投影仪-摄像头互动式计算系统。

互动式计算系统需要不断的与用户进行互动，这使其在许多方面有别于批处理系统。
目前的研究领域包括设计新的编程模型，以及在互动式计算中实现信息安全和可靠性。
IPython是一个用于科学交互计算的软件系统。支持数据可视化、事件驱动程序和一些相关的图形用户界面工具包。
佐治亚理工学院的互动计算学院成立于2007年，通过与 40 多个学院的合作，提供硕士和博士学位。
麻省理工学院的有形媒体小组由石井宏（ Hiroshi Ishii）教授领导，旨在通过动态物理形式的计算，将比特和原子的双重世界无缝地结合起来。

## 另参照
- 约瑟夫·利克莱德
- 道格拉斯·恩格尔巴特
- 普适计算